# Szabu, más néven Kem
Szabu, más néven Kem ókori egyiptomi pap volt, Ptah főpapja a VI. dinasztia idején, valószínűleg I. Pepi uralkodása alatt. Címei: „a Nap ünnepéhez tartozó a kézművesek vezetőinek legnagyobbja” (Ptah főpapja legfontosabb címének egy változata), „Szokar papja a két házban” és „Ptah papja”.
Szabu szakkarai masztabasírját (C 23) Auguste Mariette írta le. A sír mészkőből épült, a kultuszkamra egy helyiségből áll, amelyet mezőgazdasági jelenetek díszítenek. Itt találták meg Szabu szobrát, amely meztelenül ábrázolja a sírtulajdonost. A szobor ma a kairói Egyiptomi Múzeumban található (CG 143).

## Fordítás
- Ez a szócikk részben vagy egészben  a   Sabu also called Kem című angol Wikipédia-szócikk ezen változatának fordításán alapul.  Az eredeti cikk szerkesztőit annak laptörténete sorolja fel. Ez a jelzés csupán a megfogalmazás eredetét és a szerzői jogokat jelzi, nem szolgál a cikkben szereplő információk forrásmegjelöléseként.